# Leucania vinosa
Leucania vinosa là một loài bướm đêm trong họ Noctuidae.